# 9156 Malanin
A 9156 Malanin (ideiglenes jelöléssel 1982 TQ2) a Naprendszer kisbolygóövében található aszteroida. Ljudmilla Vasziljevna Zsuravljova fedezte fel 1982. október 15-én.